# سال بس
سال بس (به انگلیسی: Saul Bass) (زاده ۸ مه ۱۹۲۰ – درگذشته ۲۵ آوریل ۱۹۹۶) از نخستین طراحانی است که هم‌زمان در سه حوزه تیتراژ، پوستر سینما و کاگردان فیلم فعال بوده و آثار فراوانی آفریده‌است. تأثیر بس در گرافیک سینمای جهان انکار ناپذیر است.

## زندگی‌نامه
سال بس هشتم مه ۱۹۲۰ در نیویورک متولد شد. وقتی ۱۶ سال داشت، به کلاس نقاشی در مدرسه جامعه هنر منهتن رفت. پس از پایان تحصیلات در سال ۱۹۳۸ به عنوان دستیار در اداره هنر نیویورک زیر نظر وارنر براس استخدام شد. او در سال ۱۹۴۴ برای ادامه تحصیل در دانشکده بروکلین نیویورک نام‌نویسی کرد و هم‌زمان در شرکت تبلیغاتی تامپسون مشغول به کار شد. بس زیر نظر جرج کیپس زیبایی‌شناسی مدرن برخاسته از تعلیمات مدرسه باوهاوس را آموخت و تجربه کرد. او تا ۱۹۴۵ در بروکلین بود و پس از آن با یک آژانس تبلیغاتی همکاری کرد که وظیفه طراحی بیلبورد تبلیغاتی این آژانس را بر عهده داشت، اما راضی نبود. در سال ۱۹۴۶ به لس آنجلس رفت و در آژانس تبلیغاتی باچانن به عنوان مدیر هنری استخدام شد.
پس از مدتی فعالیت، تصمیم گرفت استودیوی شخصی اش را راه‌اندازی کند. او در سال ۱۹۵۲ استودیواش را با همکاری دیگران به راه انداخت و آن را استودیو سال بس و شرکا نامگذاری کرد.
بس هنگامی که به لس آنجلس رفت، تحت تأثیر آثار خلاقه پل راند قرار گرفت. آثار بس پیچیدگی‌های رایج در گرافیک آن زمان آمریکا را حذف کرد و بیشتر با یک فرم خلاصه شده آثارش را جلوه می‌داد. او از جمله طراحانی است که در دهه‌های ۱۹۵۰ و ۱۹۶۰ به همراه هرب لوبالین، میلتون گلیزر، هنری ولف، ویلیام گلدن و… شیوه‌های نوینی را در طراحی پدیدآوردند.
در ۱۹۵۴ اتو پرمینجر پوستر فیلم کارمن جونز را به سال بس سفارش داد. پرمینجر از حاصل کار شگفت زده شد و تصمیم گرفت طراحی تیتراژ فیلم را هم به بس بسپارد.
بس برای فیلم اتو پرمینجر از تلفیق فرم گل سرخ و آتش روی زمینه سیاه استفاده کرد تا بیانگر مفاهیم و گزاره‌های تصویر موجود در فیلم باشند: موسیقی، عشق، سیاه‌پوست و… نتیجه این تیتراژ و پوستری که بس طراحی کرد، برای پرمینجر تحسین‌برانگیز بود و به همین دلیل فیلم بعدی اش را هم به وی سفارش داد.
فیلم بعدی پرمینجر، مرد بازو طلایی بود که در سال ۱۹۵۵ ساخته شد و در همین سال سال بس برایش تیتراژ ساخت. بس دربارهٔ تیتراژ مرد بازو طلایی می‌گوید: «اعتیاد، بن مایه اصلی فیلم بود و من می‌خواستم با خطوط شکسته و نا منظم، دست معتادی را نشان دهم که از آستین بیرون می‌آید و با این کار فضای فیلم را به‌طور دقیق بیان کنم». تیتراژ مرد بازو طلایی نخستین بازتاب آموخته‌های بس از باوهاوس بود. علی‌رغم نظر بس در این باره، تیتراژ به شدت فرم گرایانه‌است. او به صورت آزادانه از لی اوت خطوط زمخت و نوشته‌ها بهره برده که با موسیقی جاز هماهنگ شده‌اند. این تیتراژ سرآغاز شیوه بس بود و او را به شهرت جهانی رساند. بس پس از مرد بازو طلایی باز هم برای پرمینجر تیتراژ طراحی کرد. او در فاصله سال‌های ۱۹۵۴ تا ۱۹۷۲ برای دوازده فیلم پرمینجر تیتراژ ساخت.
سال بس در سال ۱۹۵۸ برای نخستین بار به همکاری آلفرد هیچکاک دعوت شد. او برای فیلم سرگیجه تیتراژ طراحی کرد که آن هم جزو بهترین آثار بس به حساب می‌آید. بس به همراه جان ونتی صحنه‌های روانشناسانه این فیلم را هم طراحی کرد.
در فاصله سال‌های ۱۹۵۰ تا ۱۹۷۰ تقریباً هر تیتراژی که ساخته شد، به گونه‌ای از شیوه بس پیروی کرده بود.
در ۱۹۶۲ او یک فیلم کوتاه به نام apple and oranges ساخت که فیلم بعدی اش شد. بس در ۱۹۶۸ فیلم کوتاه «چرا آدم خلق می‌کند» را ساخت که برای این فیلم جایزه اسکار نیز دریافت کرد. همچنین در ۱۹۷۳ فیلم فاز چهار را کارگردانی کرد.
در دهه ۱۹۶۰ همکاری بس با کارگردانان دیگر مانند استنلی کوبریک نیز آغاز شد. او طراحی صحنه فیلم اسپارتاکوس ساخته استنلی کوبریک را هم بر عهده داشت.
سال بس بنیانگذار شیوه نوینی در طراحی تیتراژ سینمایی است که آثارش تأثیرات فراوانی در سطح جهانی بر جا گذاشت.
سال بس پس از یک مدت وقفه طولانی بار دیگر به دعوت «جیمز ال. بروکس» به طراحی تیتراژ پرداخت. بروکز از وی خواست تا برای اخبار تلویزیون تیتراژ بسازد. وی به همراه همسرش در دهه ۱۹۹۰ چهار تیتراژ برای فیلم‌های مارتین اسکورسیزی طراحی کرد.
نخستین تیتراژهای بس، ترکیبی بود از نقاشی و گرافیک، اما به مرور به تلفیقی از عکس و سینما رسید. به همین دلیل نخستین تیتراژهای بس، کمتر دارای حس حرکت (از نوع سینمایی) هستند.
سال بس سرانجام در ۲۵ آوریل ۱۹۹۶ بر اثر نارسایی کلیه در گذشت.

پوستر فیلم درخشش (فیلم ۱۹۸۰) از نمونه کارهای معروف سائول باس

## سبک کاری
سال بس در تیتراژهایش، شخصیت و سبک ویژه‌ای داشت:
1. تقریباً همه تیتراژهای بس، دارای یک ایده سینمایی متناسب با فیلم است و به همین دلیل است که تیتراژهایش از جنس خود فیلم تلقی می‌گردد.
2. نمی‌توان پیش‌بینی کرد که در نمای بعدی تیتراژ چه اتفاقی رخ خواهد داد. نمونه اش حرکت گربه در تیتراژ فیلم «پیاده‌روی در ویلد ساید» است، همچنین فرم‌ها به شکل غیرمنتظره‌ای تغییر و تبدیل می‌شود. در تیتراژ «روز به خیر تریست (سلام بر غم)» برگ‌های گل به شکل قطره‌های اشک تبدیل می‌شود. نیز در تیتراژ سرگیجه، از داخل کره چشم گرداب پدید می‌آید.
3. به خاطر جذابیت تیتراژ، آخر داستان را لو نمی‌دهد. اگر چه فضای فیلم را مصور می‌کند، اما هدفش ایجاد انگیزه برای تماشای فیلم است.
4. معمولاً زمان تیتراژ را به نسبت فیلم تنظیم می‌کند. اساساً بسیاری از اصولی که دربارهٔ تیتراژ فیلم مدون شده‌است، بر پایه آثار بس شکل گرفته‌است.
5. صدا عنصر زائد نیست. بس از بیان نمایشی صدا، تقریباً به همان میزان تصویر بهره می‌برد. همین است که تیتراژ بس، بدون صدا گویی چیزی کم دارند. نقش موسیقی در تیتراژ سرگیجه، بسیار شاخص به نظر می‌رسد. همین‌طور افکت‌ها و دیالوگ‌ها در تیتراژ «دنیای دیوانه دیوانه دیوانه».
6. پیوند تیتراژ و فیلم، ناگسستنی است. نه فقط به لحاظ محتوا بلکه در متصل شدن آخرین نمای تیتراژ به نخستین نمای فیلم نیز مشهود است. نمونه آن را در تیتراژ فیلم سرگیجه و فیلم دومی‌ها قابل بررسی است.
7. تنوع اندازه‌های نوشتاری در تیتراژ، برای بس ارزشمند است، همچون ریتم‌های موسیقایی که بهترین شکل آن‌ها را به کار می‌گیرد.
8. فرم‌ها را تا حد امکان خلاصه می‌کرد و بیشتر با تکنیک کلاژ به سراغ ایده‌هایش می‌رفت.

## فیلمشناسی
1. خارش هفت‌ساله (۱۹۵۲)
2. سرگیجه (۱۹۵۸)
3. تشریح یک قتل (۱۹۵۹)
4. ۱۱ یار اوشن (۱۹۶۰)
5. اسپارتاکوس (۱۹۶۰)
6. روانی (۱۹۶۰)
7. داستان وست ساید (۱۹۶۱)
8. اخبار تلویزیون (۱۹۸۷)
9. بزرگ (۱۹۸۸)
10. شمال از شمال غربی (۱۹۵۹)
11. تنگه وحشت (۱۹۹۱)
12. رفقای خوب (۱۹۹۰)
13. کازینو (۱۹۹۵)